# Gustavo Molina
Gustavo Eduardo Molina (né le 24 février 1982 à La Guaira, État de La Guaira, Venezuela) est un receveur des Ligues mineures et des Ligues majeures de baseball. Il joue 26 matchs dans la Ligue majeure de baseball de 2007 à 2011.  
Natif du Venezuela et jouant lui aussi à la position de receveur, Gustavo Molina n'a aucun lien de parenté avec le trio de frères receveurs jouant en Ligues majeures Bengie, José et Yadier Molina, qui eux sont originaires de Porto Rico.

## Carrière
Gustavo Molina signe son premier contrat professionnel en 2000 avec les White Sox de Chicago. Il fait ses débuts dans les majeures avec cette équipe le 2 avril 2007. Dans cette première rencontre, face aux Indians de Cleveland, il obtient son premier point produit au plus haut niveau grâce à un ballon sacrifice. Il réussit son premier coup sûr dans les majeures le 16 mai aux dépens d'un lanceur des Yankees de New York, Chien-Ming Wang. Après un bref passage de dix parties pour Chicago en début de saison 2007, il est retourné aux ligues mineures. Le 30 juillet, les White Sox l'abandonnent au ballottage et il est réclamé par les Orioles de Baltimore, avec qui il fait un séjour de sept parties en fin d'année.
Signé comme agent libre par les Mets de New York en décembre 2007, il passe presque toutes l'année 2008 dans les mineures avec les Zephyrs de la Nouvelle-Orléans, alors club-école des Mets dans la Ligue de la côte du Pacifique. Molina ne dispute que deux parties pour les Mets.
En 2009, il passe toute la saison dans les ligues mineures chez les Chiefs de Syracuse de la Ligue internationale. Les Chiefs sont le club-école de niveau AAA des Nationals de Washington, avec qui Molina a signé un contrat mais qui ne le rappelle jamais dans les majeures.
Le receveur dispute quatre parties avec les Red Sox de Boston en 2010. Il rejoint les Yankees de New York en décembre 2010 et joue en 2011 ses trois derniers matchs dans les majeures avec cette équipe.
En 26 matchs joués au total dans le baseball majeur, Molina compte 6 coups sûrs en 47 présences au bâton (pour une moyenne au bâton de ,128) dont deux doubles, ainsi qu'une récolte de deux points marqués et un point produit.